# 翁格利耶尔
翁格利耶尔（法語：Onglières，法語發音：[ɔ̃ɡlijɛʁ]）是法国汝拉省的一个市镇，属于隆斯勒索涅区。

## 地理
翁格利耶尔（46°47'43"N, 6°0'39"E）面积8.99 平方千米，位于法国勃艮第-弗朗什-孔泰大區汝拉省，该省份为法国东部内陆省份，北起上索恩省，西北接科多尔省，西临索恩-卢瓦尔省，南至安省，东与杜省和瑞士接壤。
与翁格利耶尔接壤的市镇（或旧市镇、城区）包括：沙普瓦、杜瓦、穆尔南-沙尔博尼、莱南、普莱尼斯、普莱尼塞特、米耶日。

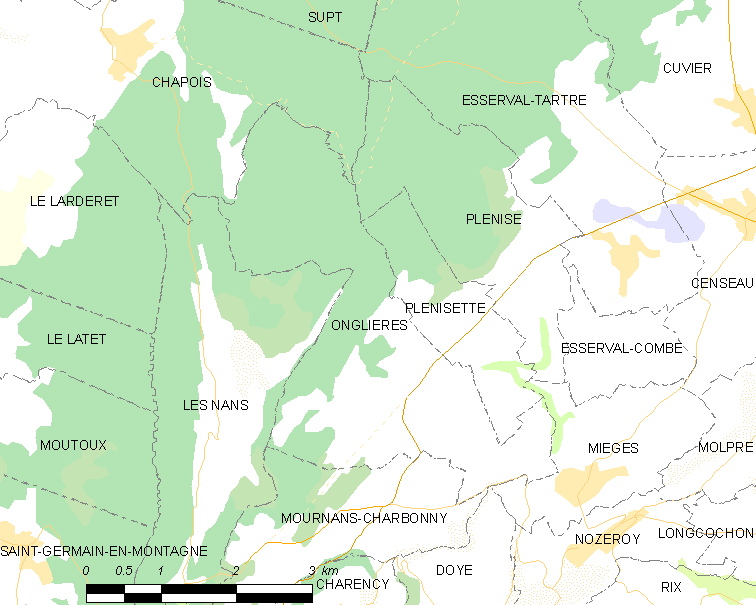
翁格利耶尔的OSM定位图

翁格利耶尔的时区为UTC+01:00、UTC+02:00（夏令时）。

## 行政
翁格利耶尔的邮政编码为39250，INSEE市镇编码为39393。

## 政治
翁格利耶尔所属的省级选区为圣洛朗昂格朗沃县。

## 人口

1962-2008年间翁格利耶尔人口变化图示

翁格利耶尔于2022年1月1日时的人口数量为64人。